# Kuang Dalam Barat
Kuang Dalam Barat is een bestuurslaag in het regentschap Ogan Ilir van de provincie Zuid-Sumatra, Indonesië. Kuang Dalam Barat telt 1673 inwoners (volkstelling 2010).